# Schmierentheater
Schmierentheater (vielleicht von jiddisch זמרה simrah „Gesang“; in Frage kommen auch etymologische Ableitungen vom wenig sorgfältigen „Zusammenschmieren“ der Theaterstücke oder von den billigen Provinzdruckereien – die Bezeichnung Schmiere für diese ist seit dem 16. Jahrhundert nachweisbar) ist ein abwertender Ausdruck für oberflächlich und unsorgfältig gemachtes Theater, zum Beispiel mit chargierenden Schauspielern. In der Vergangenheit bezeichnete der Ausdruck oft das kleinbürgerliche oder proletarische Possen- oder Vaudeville-Theater („… indessen lernte er erst die Schmierentheater im Scheunenviertel und dann das anspruchsvolle deutsche Theater kennen“). Manchmal wird das Wort auch im Sinne des deutschen „Verschmierens“ (unexakte Ausführung) verwendet (Peter Zadek: „Die Aufführung von Frühlings Erwachen war sehr genau und nicht verschmiert“).
Vor allem in der Zeit der aufstrebenden bürgerlichen Stadttheater und Staatstheater im 19. Jahrhundert wurden die Wanderbühnen mit ihren beschränkteren Mitteln und ihrer altmodischen Spielweise als Schmierentheater abqualifiziert. Eine Parodie auf ein solches Schmierentheater ist die Komödie Raub der Sabinerinnen (1884) der Brüder Franz und Paul von Schönthan. Die Hauptfigur spricht dort im berühmten Striese-Monolog (II. Akt) ein Lob des Schmierentheaters aus.
Im Zuge einer Renaissance des Unterhaltungstheaters um 1900 herum wurde das Schmierentheater wiederentdeckt und in artifizieller Weise wiederbelebt, etwa von Max Reinhardt mit seiner Kleinkunstbühne Schall und Rauch. Diese Positivierung hielt sich im Kabarett des 20. Jahrhunderts, etwa im Namen des Frankfurter Theaters Die Schmiere (seit 1950).